# Bobby Boermans
Bobby Boermans (* 1. September 1981 in Amsterdam) ist ein niederländischer Regisseur.

## Leben
Boermans wuchs in seiner Geburtsstadt Amsterdam auf, wo er auch im Filmstudio seines Stiefvaters erste Erfahrungen mit dem Filmgeschäft sammelte. Ab 2004 studierte er an der Nederlandse Film en Televisie Academie das Fach Schnitttechnik, welches er mit dem Master of Fine Arts abschloss. 
Der Niederländer begann ab 2006 bei Videoclips und Werbespots Regie zu führen, ehe er 2011 mit dem Horrorfilm Claustrofobia sein Spielfilmdebüt gab. Es folgten, neben einigen Kurzfilmproduktionen, der Kinofilm APP und der Fernsehfilm Roffa.

## Filmografie (Auswahl)
- 2013: Roffa
- 2011: App
- 2011: Broeders (Kurzfilm)
- 2011: Claustrofobia
- 2009: Burning Passion (Kurzfilm)
- 2007: Beyond the Pretty Door (Kurzfilm)
- 2020: High-Flyers (Serie)
- 2023: Die goldene Stunde (Serie)
- 2025: iHostage